# Erster Karkopf
De Erste Karkopf is een 2513 m.ü.A. hoge berg in de Ötztaler Alpen in de Oostenrijkse deelstaat Tirol.
De berg ligt in de Geigenkam, een subgroep van de Ötztaler Alpen, aan het begin van het Tumpental, een zijdal van het Ötztal nabij Tumpen (937 m.ü.A., gemeente Umhausen). De berg is de laagste van de Karköpfe in de Geigenkam, lager dan de Weite, Hohe en Mitter Karkopf. De top is bereikbaar via de Armelenhütte (1747 m.ü.A.), gelegen op de westelijke flank van de Armelenwand. Een alternatieve route loopt via de alpenweiden Vorderer Tumpenalm (1831 m.ü.A.) en Hinterer Tumpenalm (2191 m.ü.A.) naar de top. De noordflank van de Erste Karkopf wordt ontwaterd via de Haderbach, die tussen Sautens en Oetz uitmondt in de Ötztaler Ache. Het water van de zuidoostelijke zijde van de berg wordt via de Tumpenbach afgevoerd, die bij Habichen (851 m.ü.A., gemeente Oetz) in diezelfde Ötztaler Ache uitmondt.,